# Пастушок гігантський
Пастушок гігантський (Aramides ypecaha) — вид журавлеподібних птахів родини пастушкових (Rallidae). Мешкає в Південній Америці.

## Опис

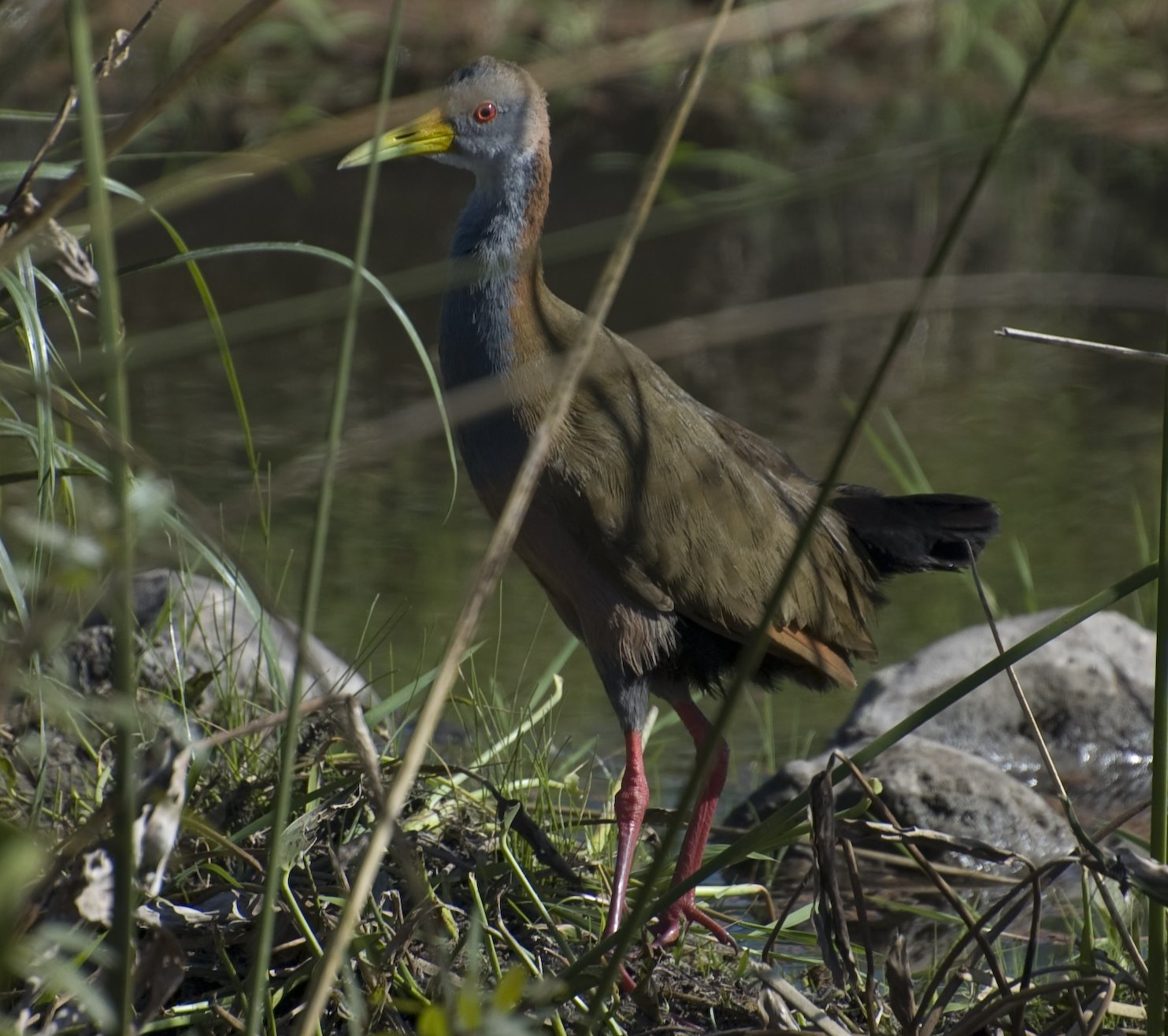
Гігантський пастушок

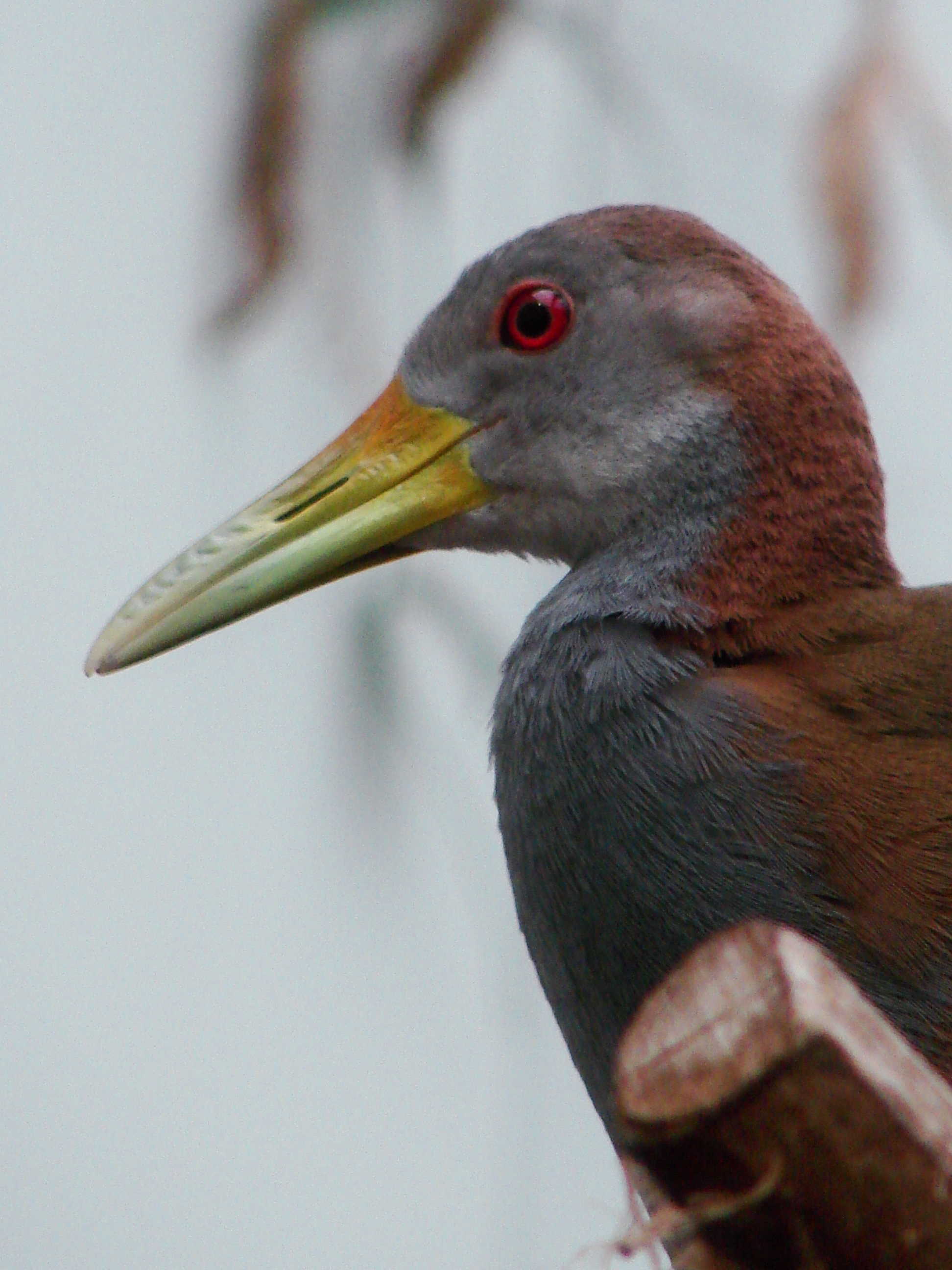
Гігантський пастушок

Довжина птаха становить 41-53 см, вага 565-860 г. Голова, горло і груди сірі, задня частина шиї, спина і крила рудувато-коричневі, живіт рожевувато-коричневий, боки іржасті, надхвістя і хвіст чорні. Дзьоб зеленуватий, біля основи жовтуватий, навколо ніздрів оранжевий. Очі червоні, лапи рожеві.

## Поширення і екологія
Гігантські пастушки мешкають на сході центральної Бразилії, на сході Болівії, в Парагваї, Уругваї і північній Аргентині. Живуть на болотах. Живляться безхребетними і дрібними хребетними.